# Rue Plumet
Ne doit pas être confondu avec Rue Oudinot.
La rue Plumet est une voie du 15e arrondissement de Paris, en France.

## Situation et accès
La rue Plumet est une voie publique située dans le 15e arrondissement de Paris. Elle débute au 50, rue des Volontaires et se termine au 19, rue de la Procession.

## Origine du nom

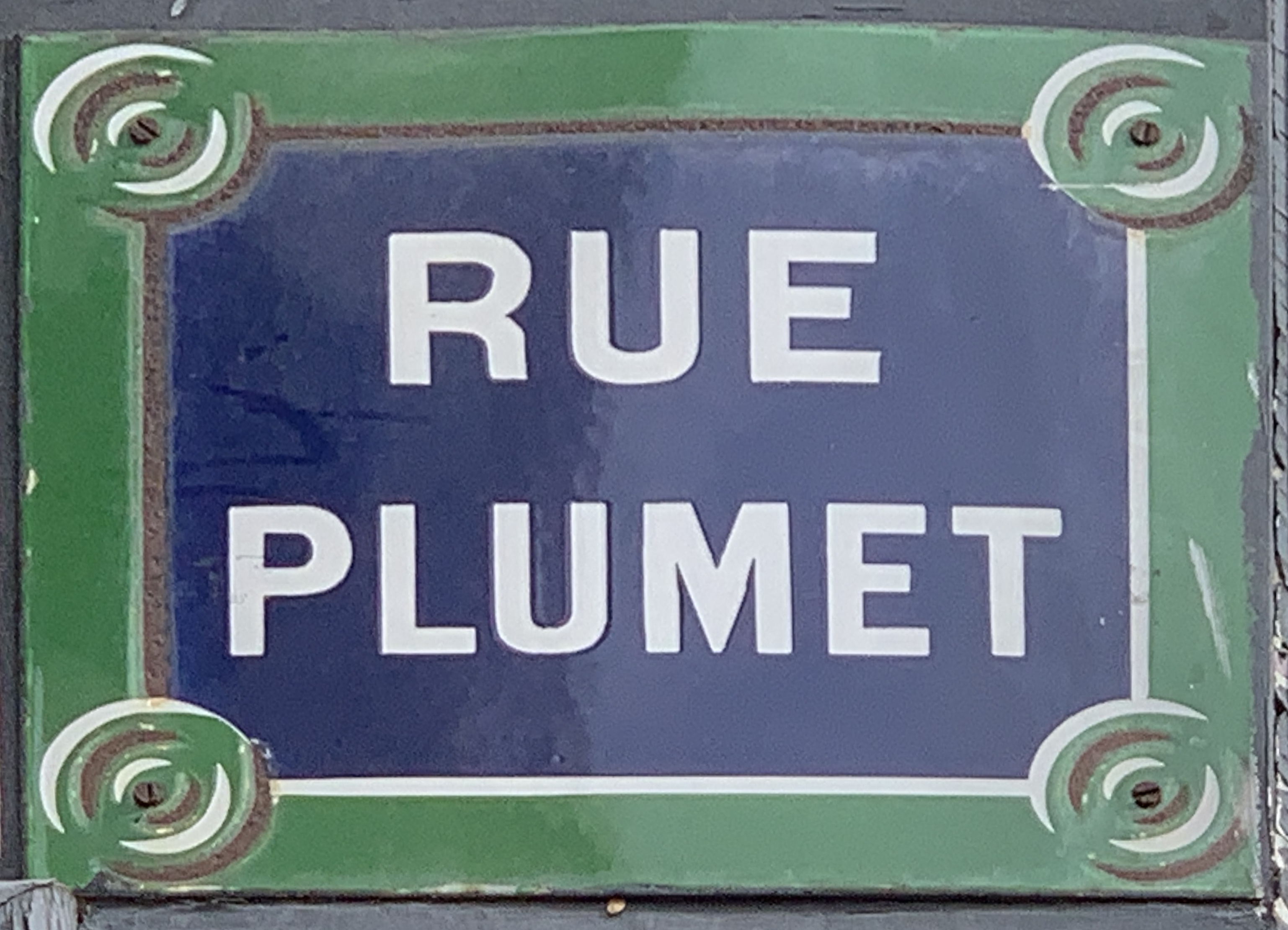
Plaque de la rue.

La rue tire son nom de celui d'un propriétaire.

## Historique
Cette rue a été ouverte en deux phases :
- en 1878, entre la rue Mathurin-Régnier et la rue de la Procession, sous sa dénomination actuelle ;
- en 1886, entre la rue des Volontaires et la rue Mathurin-Régnier.

## Bâtiments remarquables et lieux de mémoire
- Une ancienne « rue Plumet », mentionnée dans Les Misérables de Victor Hugo et Les Mystères de Paris d'Eugène Sue, est l'actuelle rue Oudinot.